# Herbert List
Pour les articles homonymes, voir List.
Herbert List est un photographe allemand né à Hambourg le 7 octobre 1903 et mort à Munich le 4 avril 1975.

## Biographie
Né à Hambourg en 1903, il étudie au lycée de la ville de 1912 à 1920, année pendant laquelle il obtient son Abitur. Il étudie de 1921 à 1923 l'histoire de la littérature à l'université d'Heidelberg, avant de retourner, en 1924, à Hambourg. Il est alors apprenti dans l'entreprise paternelle d'importation de café List & Heineken.
Entre 1925 et 1928, il entreprend en tant que représentant commercial des voyages d'affaires au Brésil, au Guatemala, au Costa Rica ou encore au Salvador. De retour en Allemagne en 1929, il devient fondé de pouvoir et associé de l'entreprise paternelle.
Stimulé par Andreas Feininger et influencé par des artistes tels que René Magritte, Man Ray ou encore Giorgio de Chirico, c'est en 1930 qu'il commence véritablement à s'intéresser à la photographie. Il quitte son poste dans l'entreprise de son père en 1935, puis émigre à Paris. Il ira ensuite s'installer en 1936 à Londres. C'est en 1937 dans cette même ville qu'il fait ses premières expériences dans un studio, et commence à vendre ses photos pour des magazines comme Vogue, Harper's Bazaar ou Life.
Il fait alors la connaissance du photographe George Hoyningen-Huene, avec lequel il entreprend un voyage en Italie puis en Grèce, où il réalise certaines de ses photographies les plus célèbres, qu'il réunira ensuite dans son livre Licht über Hellas (Lumière sur la Grèce). Une relation amoureuse naît alors entre les deux hommes et List commence à travailler sur le thème de l'homoérotisme. Il est mobilisé dans la wehrmacht en 1941 et est envoyé en Norvège.
En 1945, une fois l'Allemagne nazie vaincue, List retourne s'installer à sa ville natale, Munich. En 1948, il devient rédacteur artistique de la revue Heute (Aujourd'hui), éditée par les Alliés.
Dans les années suivantes et jusqu'en 1962, il voyage énormément, allant en Grèce, en Espagne, en Italie, en France, au Mexique et aux Caraïbes. C'est également pendant cette période qu'il est le plus prolifique, publiant régulièrement dans des revues comme Heute, Epoca, Look, Harper's Bazaar, Flair, Picture Post et Life.
En 1964, la société des photographes allemands lui remet la médaille David Octavius Hill et des expositions en son honneur sont organisées à Londres, Munich, Düsseldorf, Zurich, Milan et New York. Il continue pendant les années 1960 à voyager autour du monde, montrant une affection particulière pour l'Italie, la France et le Mexique, mais cesse de photographier, se consacrant uniquement à sa collection de dessins italiens des XVIe et XVIIe siècles. Il meurt à Munich le 4 avril 1975, âgé de 71 ans.

## Style
Fasciné par la peinture surréaliste, il établit souvent des liens entre deux sujets en apparence totalement différents ou déconnectés de la réalité, afin, selon lui, de « saisir dans l'image le côté magique du phénomène ».
Dans ses photographies, les motifs sont souvent réduits à des éléments simples, premiers. Son utilisation de la lumière est également une influence pour la photographie moderne : List avait en effet l'habitude d'étudier précisément l'apport de la lumière sur l'objet, utilisant également souvent des matières particulières, telles le verre. Pour lui l'important était donc de « cueillir la magie de l'apparition », sa « force visionnaire ». Il soutenait notamment que « l'objet n'est pas objectif. Il serait autrement inutilisable comme moyen artistique ».
Les photographies de sa période grecque sont, quant à elles, profondément marquées par le thème du voilé/dévoilé : un personnage, drapé de blanc, pose dans une attitude plus ou moins théâtrale. List entendait par ce procédé brouiller les différences entre l'avant et l'arrière, le masculin et le féminin.
Photographe majeur de l'homoérotisme, List est également l'auteur de très nombreux nus masculins en noir et blanc, toujours très stylisés et qui ont marqué des photographes modernes tels Herb Ritts.

## Livres de photographie
- Licht über Hellas (Lumière sur la Grèce), 1953
- Rom (Rome), 1955.
- Caribia (Caraïbes), 1958.
- Napoli (Naples), 1962.
- Bildwerke aus Nigeria (Sculptures du Nigeria), 1963
- Martin Mayer (de), 1972.

## Expositions
- 29 juin - 18 septembre 1983 : Herbert List : photographies, 1930-1960, exposition rétrospective, Musée d'Art moderne de la ville de Paris[2],[3].
- 3 mai - 26 juin 1995 : Herbert List Memento 1945 : Münchner Ruinen, Fotomuseum, Münchner Stadtmuseum, Munich : exposition présentant les photographies de Munich en ruines prises par List en 1945.
- 4 février - 26 mars 2000 : Herbert List, exposition rétrospective, Fotomuseum, Münchner Stadtmuseum, Munich

puis 7 avril - 11 juin 2000 : Hôtel de Sully, Paris ; 29 juin - 27 août 2000 : Museum für angewandte Kunst, Cologne ; 5 octobre 2000 - 7 janvier 2001 : Fondation La Caixa, Barcelone ; avril - juin 2001 : Museum für Kunst und Gewerbe, Munich ; juin - août 2001 : Musée des beaux-arts, Montréal ; 20 octobre - 30 décembre 2001 : Chicago Cultural Center, Chicago ; 2002 : Museo di storia della fotografia Fratelli Alinari, Florence.
- 2014 : Licht über Hamborn. Der Magnum-Fotograf Herbert List und die August-Thyssen-Hütte im Wiederaufbau, Hauptverwaltung der ThyssenKrupp Steel Europe AG, Duisburg.
- 2018 : Teils Flucht, teils Sehnsucht. Vom Weg ins Exil des Photographen Herbert List, Johanna Breede Photokunst, Berlin.
- 2022 : Herbert List. Das magische Auge, exposition rétrospective, Bucerius Kunst Forum, Hambourg[5].